# Young and Menace
«Young and Menace» es una canción escrita y grabada por la banda estadounidense de rock Fall Out Boy de su séptimo álbum de estudio, M A N I A (2018). El 27 de abril de 2017, fue lanzado como primer sencillo, y el vídeo musical fue lanzado simultáneamente.

## Video musical
El video musical de "Young and Menace" se estrenó el 27 de abril de 2017 en los canales oficiales Vevo y YouTube de Fall Out Boy. El 21 de abril de 2017 se presentó brevemente en un tráiler de Chicago.
El video musical presenta a un joven birracial que sufre violencia doméstica dentro de su hogar. Los padres del niño están vestidos como "monstruos" de títeres de llama/alpaca. Wentz ha declarado: "El concepto del vídeo es darse cuenta de que tu lugar en el mundo tal vez no sea solo lo que pensabas que estaba creciendo. Crecí como un niño extraño en un lugar donde sentí que no me quedaba bien. No fue hasta punk/rock y esas cosas cuando sentí que encontraba a otras personas [que] de manera similar no encajaban".

## Descarga digital
Todas las canciones escritas y compuestas por Fall Out Boy. 
| N.º | Título             | Duración |  |
| 1.  | «Young and Menace» | 3:44     |  |

## Posicionamiento en lista
| Lista (2017)                           | Posiciones |
| -------------------------------------- | ---------- |
| Australia (ARIA)                       | 97         |
| New Zealand Heatseekers (RMNZ)         | 6          |
| Escocia (Scottish Singles Sales Chart) | 35         |
| Reino Unido (UK Singles Chart)         | 67         |